# نیروگاه شهید رجایی
نیروگاه سیکل ترکیبی شهید رجایی، (قزوین، در کیلومتر ۲۵ آزادراه قزوین-کرج) یکی از نیروگاه‌های ایران که شامل نیروگاه بخار و سیکل ترکیبی با مجموع ظرفیت تولید ۲۰۴۲ مگاوات است. نیروگاه بخار شامل ۴ واحد ۲۵۰ مگاواتی با ظرفیت تولید ۱۰۰۰ مگاوات ساخت شرکت میتسوبیشی است و نیروگاه سیکل ترکیبی شامل ۶ واحد گازی ۱۲۳٫۴ مگاواتی ساخت GEC آلستوم و ۳ واحد بخار ۱۰۰٫۶ مگاواتی ساخت زیمنس، در زمینی به مساحت ۳۴۳ هکتار است.

## آلودگی زیست‌محیطی بر وضعیت آب و هوایی و اقلیم توسط نیروگاه شهید رجایی قزوین
در دهه‌های اخیر با توجه به رشد جمعیت و استفاده روزافزون از انرژی، انتشار ذرات و گازهای آلوده به جو سبب کاهش کیفیت هوا و افزایش بیماری‌های تفسی، بیماری قلبی و بعضی از سرطان‌ها شده است. همچنین آلودگی هوا سبب خسارت‌هایی بر گیاهان، غلات و اکوسیستم‌ها شده که می‌تواند در تأمین مواد غذایی، آب، توسعه پایدار و اقتصاد جهانی تأثیر گذاشته است.
مازوت سوزی در نیروگاه شهید رجایی، تولید سم است و دولت چهاردهم نیز صلاح دانسته تا به جای تولید سم، بعضی روزها را تا تأمین سوخت اصلی این نیروگاه‌ها، قطع برق هدفمند داشته باشد. آلودگی مداوم شهرهای استان قزوین ویژه آبیک می‌گذرد اما طبق آخرین گزارش‌ها، نیروگاه شهید رجایی قزوین همچنان به‌طور کامل از سوخت مازوت استفاده می‌کند. در این خصوص مدیرکل حفاظت از محیط زیست استان قزوین اظهار داشته ۱۰۰ درصد سوخت این نیروگاه حرارتی از مازوت بوده که باعث آلودگی‌های زیست‌محیطی در منطقه شده است.

## روزشمار ساخت نیروگاه
عملیات اجرایی ساخت نیروگاه بخار شهید رجایی از سال ۱۳۶۲ شروع شد. ابتدا نیروگاه شامل ۴ واحد ۲۵۰ مگاواتی بود که اولین واحد آن در آبان ۱۳۷۱ به بهره‌برداری رسید و ۳ واحد دیگر هر کدام به فاصله ۶ ماه در مدار قرار گرفتند. واحدهای گازیِ نیروگاه سیکل ترکیبی در فاصله مرداد ۱۳۷۳ تا تیر ۱۳۷۴ راه‌اندازی شدند و واحدهای بخش بخارِ نیروگاه سیکل ترکیبی در فاصله خرداد تا بهمن ۱۳۸۰ به شبکه سراسری متصل شدند.

## مشخصات فنی نیروگاه

### نیروگاه بخار
بویلر ساخت صنایع آذرآب تحت‌لیسانس شرکت IHI ژاپن است که از نوع جریان طبیعی، درام‌دار، کوره تحت فشار و یک مرحله ری‌هیت است. دمای بخار خروجی بویلر ۵۴۰ درجه سانتی‌گراد با ظرفیت تولید بخار ۸۴۰ تن در ساعت است. سوخت اصلی گاز طبیعی و سوخت پشتیبان مازوت است.
توربین ساخت شرکت MHI ژاپن است که از گونه واکنشی، فشار ثابت، سه مرحله‌ای و دارای سامانه بای‌پس است.
ژنراتور ساخت شرکت MHI ژاپن است که با ظرفیت ۳۱۲٫۵ مگاولت‌آمپر با ولتاژ ۱۹ کیلوولت با سیستم خنک‌کن هیدروژن است.
برج خنک‌کننده ساخته‌شده توسط ماشین‌سازی اراک تحت‌لیسانس شرکت EGI مجارستان است که از نوع خشک (هلر)، سازه فلزی، دارای پیک کولر با ارتفاع ۱۵۰ متر است که آب آن از ۷ حلقه چاه تأمین می‌شود.
پست برق این نیروگاه ۴۰۰ کیلوولت با سیتم ۱٫۵ کلیدی است.

### نیروگاه سیکل ترکیبی
توربین گاز و کمپرسور ساخت شرکت جنرال الکتریک است. کمپرسور از نوع ۱۷ مرحله‌ای با دمای ۳۶۰ درجه سانتی‌گراد است. توربین گاز ۳ مرحله‌ای همراه با ۱۴ اتاق احتراق با نازل سوخت است. سوخت اصلی گاز طبیعی و سوخت پشتیبان نفت گاز (گازوئیل) است.
بویلر بازیاب ساخت شرکت FOSTER WHEELER است که از نوع درام‌دار و بدون شعله است. دمای بخار در توربین IP (فشار متوسط) ۲۳۰ درجه سانتی‌گراد و در توربین HP (فشار بالا) ۵۴۰ درجه سانتی‌گراد است.
ژنراتور واحد گاز ساخت آلستوم است که با ظرفیت ۱۵۴ مگاولت‌آمپر با ولتاژ ۱۳٫۸ کیلوولت با سیستم خنک‌کن هوا است.
توربین بخار ساخت زیمنس است که از نوع عکس‌العملی، دو مرحله‌ای و دارای سیستم بای‌پس است.
ژنراتور واحد بخار ساخت زیمنس است که با ظرفیت ۱۲۵ مگاولت‌آمپر با ولتاژ ۱۰٫۵ کیلوولت با سیستم خنک‌کن هوا است.
برج خنک‌کننده از نوع خشک (هلر)، سازه بتونی، دارای پیک کولر با ارتفاع ۱۰ متر است.
پست برق این نیروگاه ۴۰۰ کیلوولت با سیتم ۱٫۵ کلیدی است.